# Cornicephalus
Cornicephalus é um gênero de aranhas da família Linyphiidae descrito em 1995 e que é encontrado unicamente na China.